# 切蒂帕拉耶姆
切蒂帕拉耶姆（Chettipalayam），是印度泰米尔纳德邦Coimbatore县的一个城镇。总人口7482（2001年）。

## 人口
该地2001年总人口7482人，其中男性3768人，女性3714人；0—6岁人口820人，其中男409人，女411人；识字率60.97%，其中男性为68.63%，女性为53.20%。